# Oecomys flavicans
Oecomys flavicans es una especie de roedor de la familia Cricetidae.

## Distribución geográfica
Se encuentra en Colombia y Venezuela. 